# Borys Woznycki
Borys Hryhorowycz Woznycki (ukr. Борис Григорович Возницький, ur. 16 kwietnia 1926 w Ulbarowie, zm. 23 maja 2012 pomiędzy Kurowicami a Peczenią) – ukraiński historyk sztuki, dyrektor Lwowskiej Galerii Sztuki, przewodniczący ukraińskiego komitetu narodowego Międzynarodowej Rady Muzeów (ICOM), doktor honoris causa Uniwersytetu Pedagogicznego im. Komisji Edukacji Narodowej w Krakowie oraz Akademii Sztuk Pięknych w Warszawie.

## Życiorys
W czasie II wojny światowej od 1944 r. służył w Armii Czerwonej, po wojnie studiował w lwowskiej Szkole Sztuk Pięknych im. Iwana Trusza, a następnie na wydziale historii sztuki Akademii Sztuk Pięknych w Petersburgu. W roku 1960 został zastępcą dyrektora Muzeum Sztuki Ukraińskiej, a od roku 1962 dyrektorem Galerii Malarstwa we Lwowie.
Jako pracownik muzealny rozpoczął karierę w Winnikach, gdzie zainicjował utworzenie lokalnego muzeum historii i wiedzy lokalnej. 
W latach 60. XX wieku przyczynił się do uratowania wielu dzieł sztuki rozproszonych w opuszczonych zabytkach Zachodniej Ukrainy. Docierał do zapomnianych dworów, kościołów, klasztorów i cmentarzy, m.in. w Żółkwi, Olesku i Złoczowie, zwoził znajdujące się w nich dzieła sztuki do magazynów muzealnych. W Horodence uratował resztki ołtarza Jana Jerzego Pinzela. W kaplicy pałacowej w Czerwonogrodzie odkrył nagrobek Ponińskich z płaskorzeźbą Thorvaldsena. Łącznie uratowano około 36 tysięcy dzieł sztuki. Dzięki jego staraniom w roku 1961 rozpoczęto odbudowę zamku oraz klasztoru w Olesku, zamku w Złoczowie i w Podhorcach oraz baszty w Pietniczanach w rejonie żydaczowskim. Z jego inicjatywy utworzono nowe muzea, m.in. muzeum Jana Jerzego Pinzela we Lwowie. We Lwowie przyczynił się do konserwacji Kaplicy Boimów oraz kościoła i klasztoru OO. Bernardynów.
W 2003 został odznaczony Krzyżem Komandorskim Orderu Odrodzenia Polski, a w 2006 – Złotym Medalem „Zasłużony Kulturze Gloria Artis”. Był doktorem honoris causa Akademii Sztuk Pięknych w Warszawie i Akademii Pedagogicznej w Krakowie. W 2009 otrzymał tytuł honorowego obywatela miasta Lwowa. 12 kwietnia 2013 roku Ministerstwo Kultury Ukrainy wydało rozporządzenie o nadaniu Lwowskiej Galerii Sztuki imienia jej długoletniego dyrektora Borysa Woznyckiego.
Pochowany na Cmentarzu Łyczakowskim we Lwowie.

## Prace
- Ikonostas w cerkwi Bazylianów w Podhorcach. [W:] Sztuka kresów wschodnich: materiały sesji naukowej. T. II. Kraków, 1996, s. 377-384.

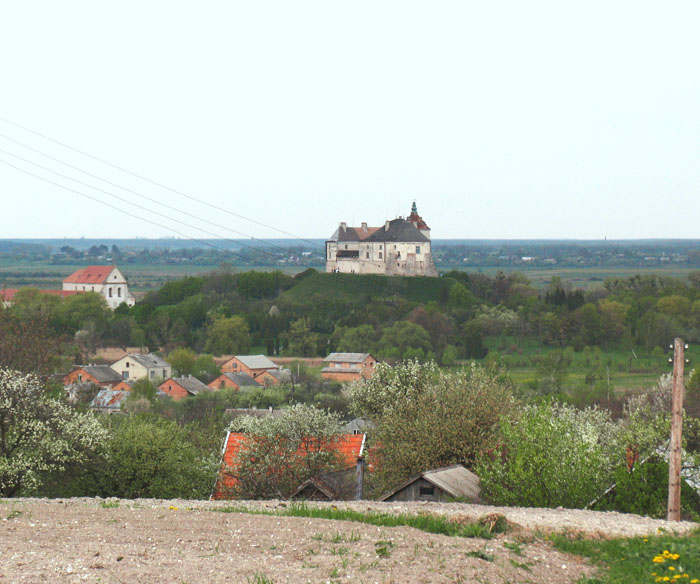
Zamek w Olesku I kościół św. Józefa klasztoru OO. Kapucynów.
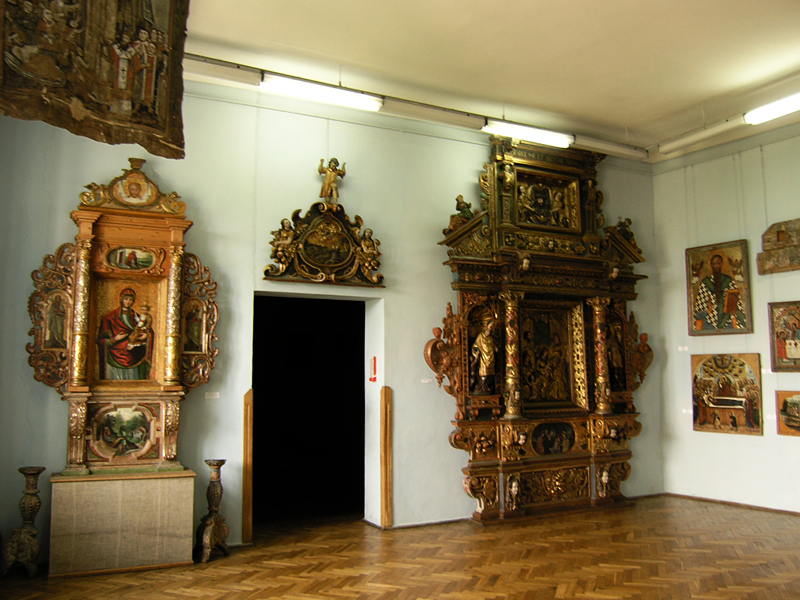
Wnętrze zamku w Olesku – sztuka sakralna
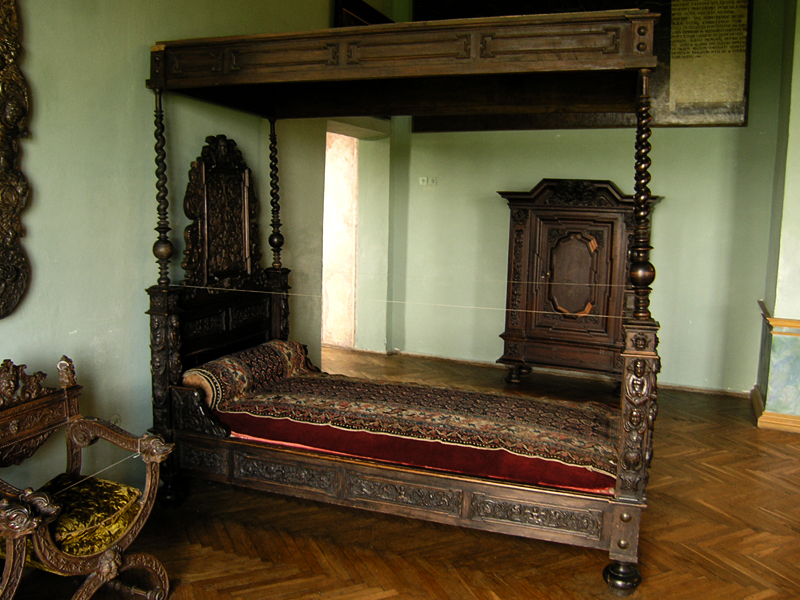
Wnętrze zamku w Olesku – sztuka użytkowa
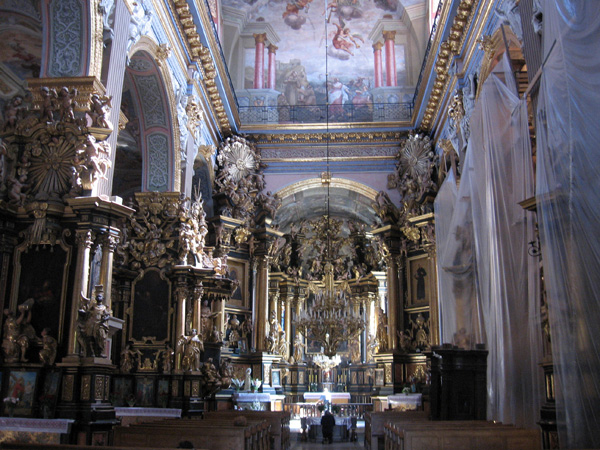
Kościół OO. Bernardynów we Lwowie

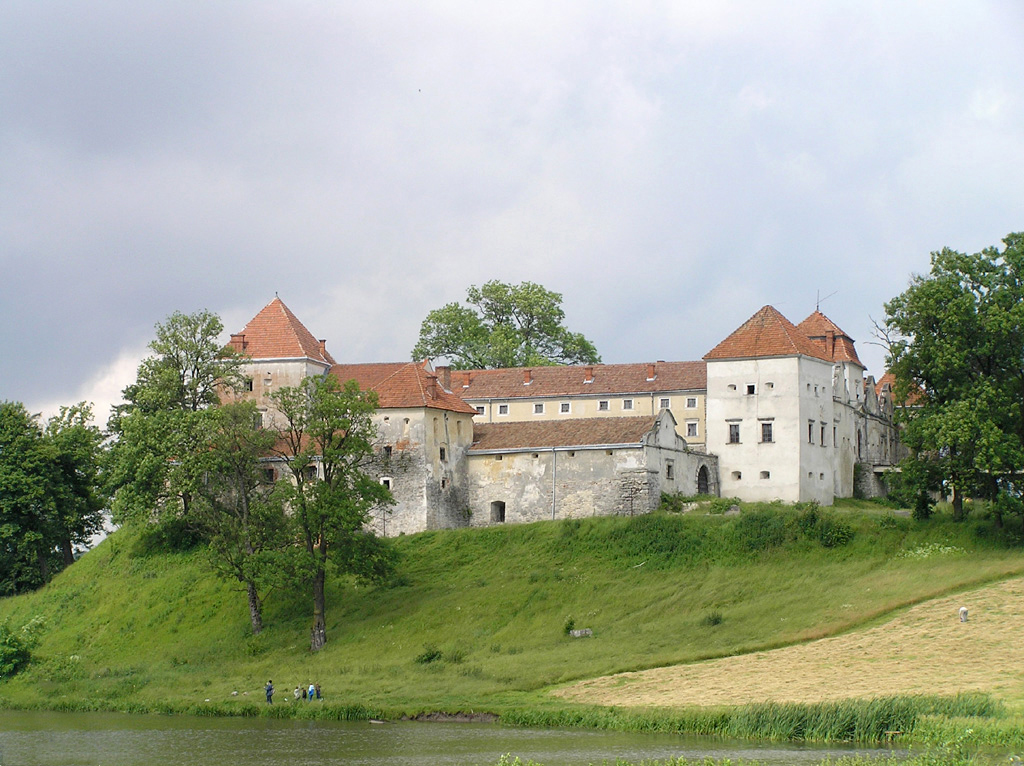
Zamek w Świrzu
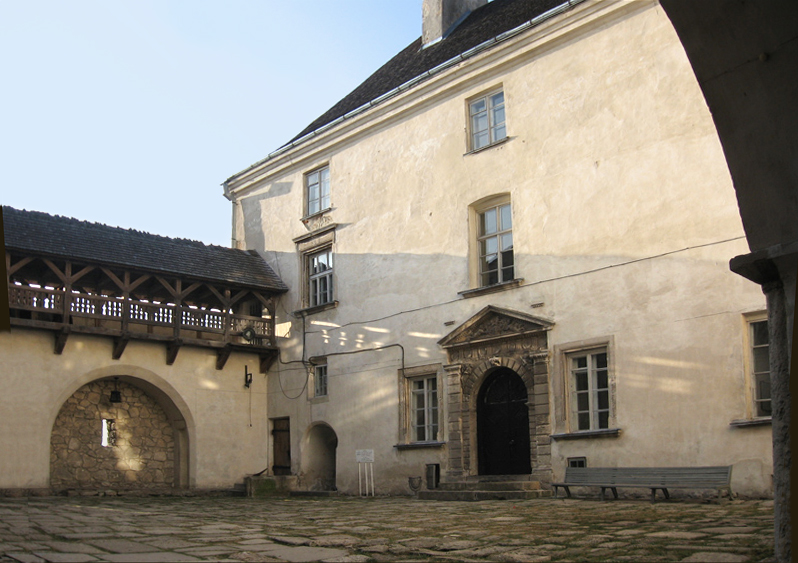
Dziedziniec zamku w Olesku
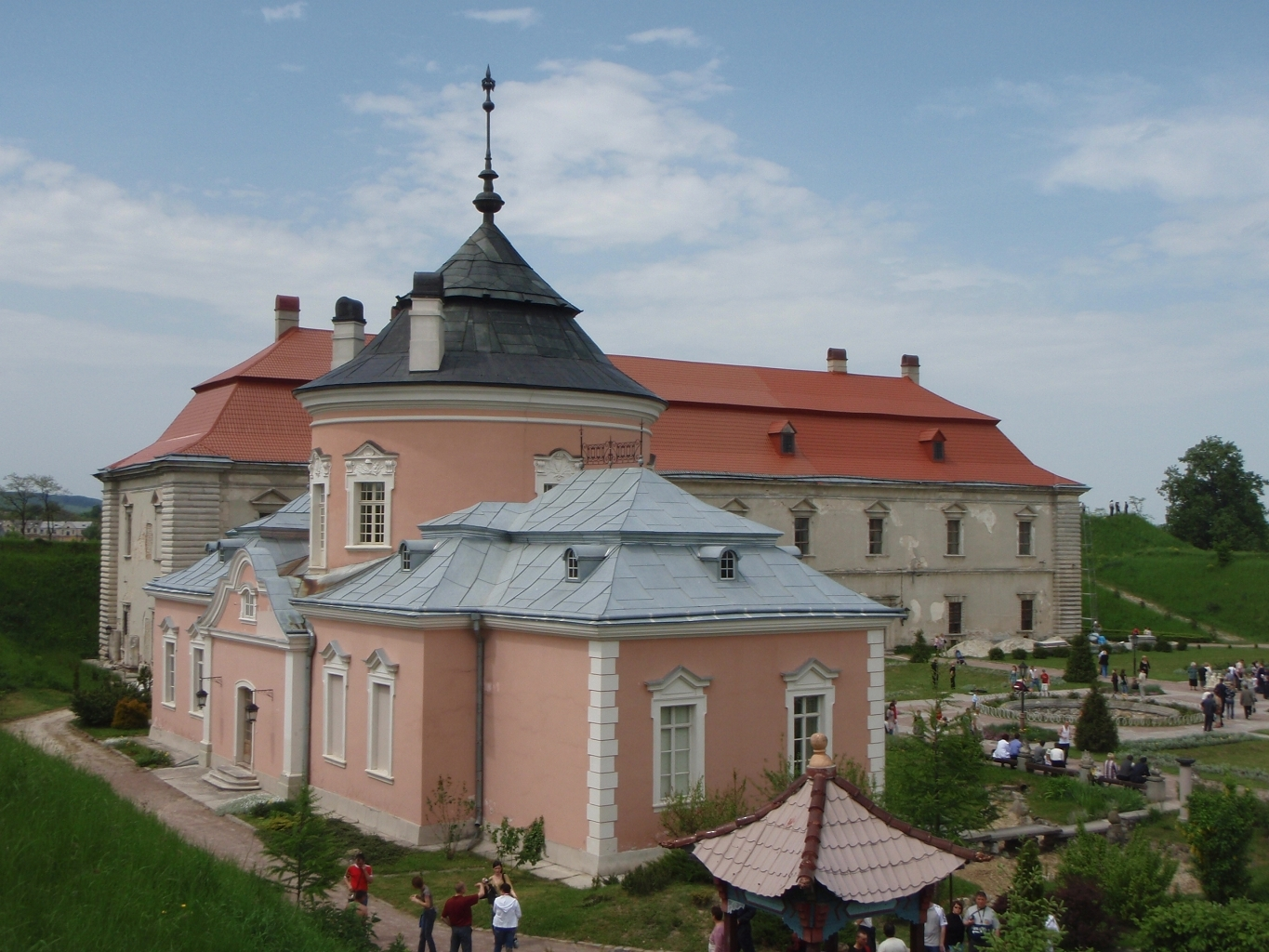
Zamek w Złoczowie i Pałac Chiński
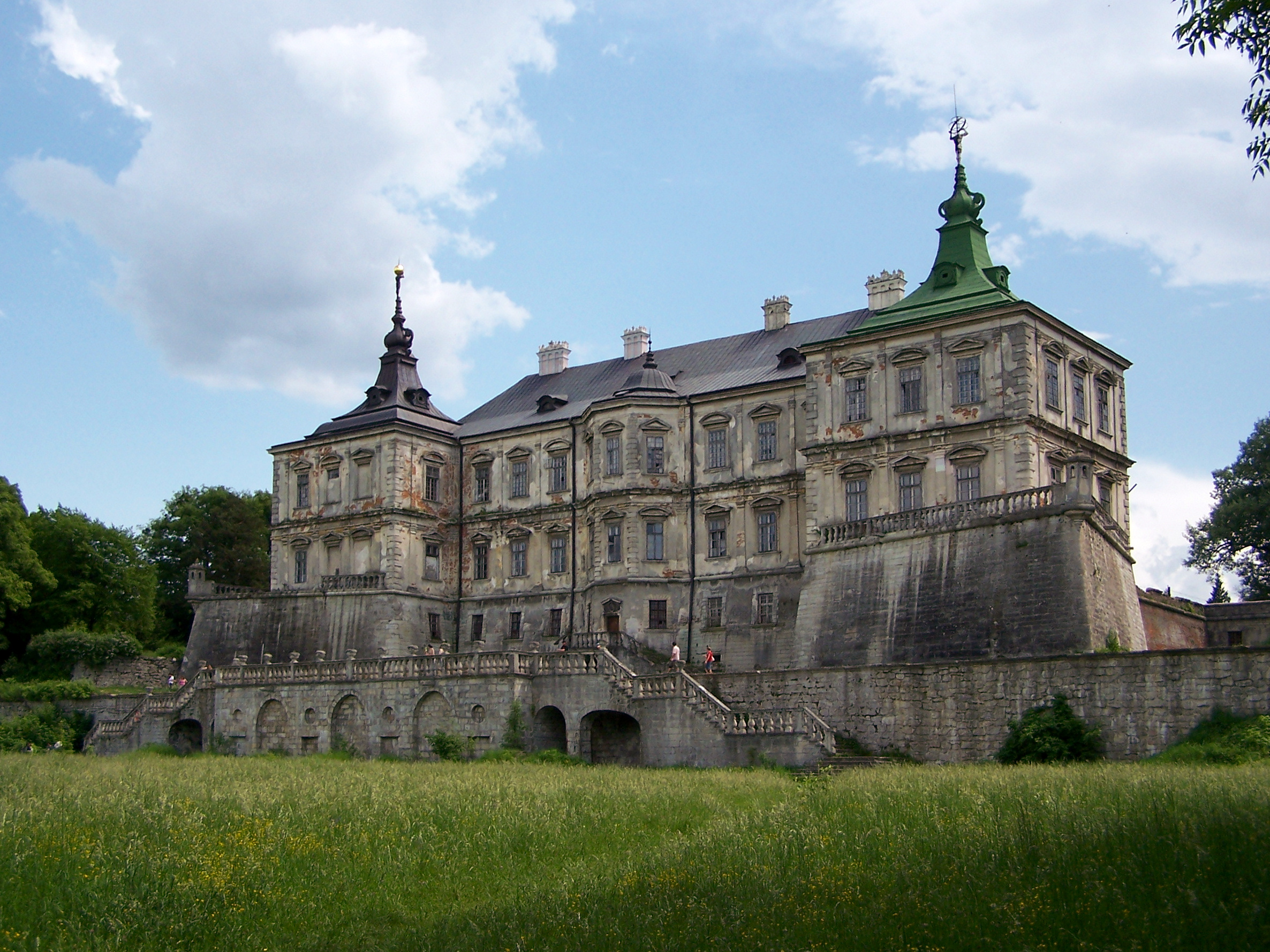
Zamek w Podhorcach